# Kepil (plaats)
Kepil is een bestuurslaag in het regentschap Wonosobo van de provincie Midden-Java, Indonesië. Kepil telt 5312 inwoners (volkstelling 2010).